# Selar
Selar – rodzaj ryb z rodziny ostrobokowatych.

## Klasyfikacja
Gatunki zaliczane do tego rodzaju:

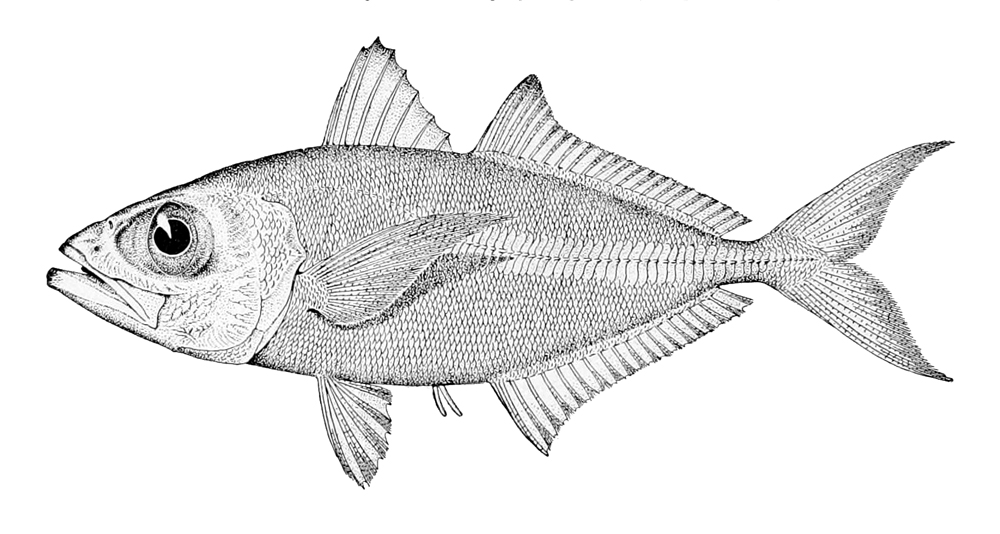
Selar boops
- Selar crumenophthalmus

- Selar boops